# Ригозеро (озеро)
Ригозеро — озеро на территории Поповпорожского сельского поселения Сегежского района Республики Карелии.

## Общие сведения
Площадь озера — 6,6 км², площадь водосборного бассейна — 42,8 км². Располагается на высоте 89,3 метров над уровнем моря.
Форма озера лопастная, продолговатая: вытянуто с северо-запада на юго-восток. Берега каменисто-песчаные, местами заболоченные.
Озеро соединяется протокой с Линдозером, через которое протекает река Сегежа, впадающая в Выгозеро.
В озере более десятка безымянных островов различной площади, однако их количество может варьироваться в зависимости от уровня воды.
С запада от озера проходит железнодорожная линия Санкт-Петербург — Мурманск.
Код объекта в государственном водном реестре — 02020001211102000007894.

## Панорама

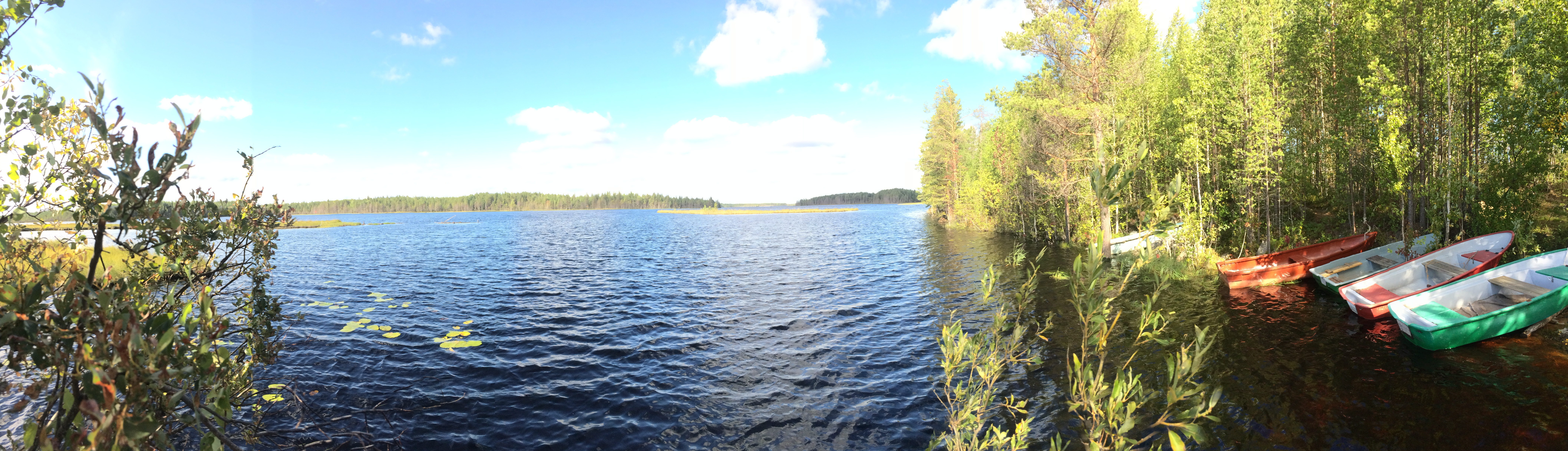
Панорама